# Arniocera poecila
Arniocera poecila is een vlinder uit de familie venstervlekjes (Thyrididae). De wetenschappelijke naam van deze soort is voor het eerst geldig gepubliceerd in 1907 door Jordan.
De soort komt voor in tropisch Afrika.